# Эль-Хасака (мухафаза)
Эль-Ха́сака, ранее — Ха́секе (араб. مُحافظة الحسكة‎) — одна из 14 мухафаз на северо-востоке Сирии. Административный центр — город Эль-Хасака. Площадь — 23 334 км², население — 1 512 000 человек (2011 год). Крупнейшие города — Эль-Камышлы, Эль-Хасака, Амуда, Рас-эль-Айн, Дерик.
Город Эль-Хасака и большая часть провинции находится под контролем курдских Сирийских демократических сил.

## География
На юге граничит с мухафазой Дайр-эз-Заур, на западе с мухафазой Эр-Ракка, на севере с Турцией частью по реке Тигр, на востоке с Ираком.
Мухафаза примечательна плодородными почвами, живописными пейзажами и более чем сотней археологических памятников.

## Население
Население мухафазы представлено различными этническими группами, главным образом курдами, арабами, ассирийцами, армянами и другими. Курды составляют более половины населения.

## Административное деление
Мухафаза разделена на 4 района:
| Район       | Административный центр | Карта |
| ----------- | ---------------------- | ----- |
| Эль-Хасака  | Эль-Хасака             |       |
| Эль-Маликия | Дерик                  |       |
| Эль-Камышлы | Эль-Камышлы            |       |
| Рас-эль-Айн | Рас-эль-Айн            |       |

## История
В годы Гражданской войны в Сирии провинцию контролировали отряды курдского ополчения, которые сражались с боевиками ИГ. К осени 2014 года курдские отряды практически полностью вытеснили ИГ из провинции. Когда сирийские правительственные силы попытались вернуть контроль над провинцией, то американские ВВС (летом 2016 года) обеспечили курдам воздушное прикрытие. Курдские силы нападали на правительственные войска, вынуждая их покинуть провинцию, которая постепенно стала превращаться в часть автономного курдского образования Рожава.